# Kirchheimbolanden
Kirchheimbolanden – miasto powiatowe w Niemczech, w kraju związkowym Nadrenia-Palatynat, siedziba powiatu Donnersberg oraz gminy związkowej Kirchheimbolanden.

## Współpraca
Miejscowości partnerskie:
- Czerniachowsk, Rosja;
- Louhans, Francja;
- Ritten, Włochy;
- Schmiedeberg, Saksonia.